# 弗米利恩縣 (伊利諾伊州)
弗米利恩縣（英語：Vermilion County）是美国伊利诺伊州東部的一個縣，東鄰印第安纳州，面積2,337平方公里。根據2020年美國人口普查，共有人口74,188人。縣治丹維爾（Danville）。該縣成立於1836年1月18日，其名來自弗米利恩河。

## 历史
弗米利恩县因弗米利恩河而得名，该河穿过该县并在卡尤加附近注入印第安纳州的沃巴什河。这条河因其沿途的泥土颜色而得名。
1682年至1763年间，成为弗米利恩县的地区隶属于法国，是新法兰西的一部分。但法国人在该地区的活动十分有限，因为该地区缺少有价值的贸易品（如皮草）和有通航价值的河流（弗米利恩河很浅，且在冬季会封冻）。
法印战争后，它被英国接管十五年；独立战争后，该地区被割让给弗吉尼亚，成为“弗吉尼亚伊利诺伊县”，成为殖民地的一部分。后来它是印第安纳领地的一部分，然后是伊利诺伊领地，最后是伊利诺伊州。该县于1826年1月18日由埃德加县的一部分创建。北部和西部有一块未建制的领土，隶属于县政府；1833年，该领土的一部分成立了尚佩恩县和易洛魁县。1859年，其余地区被用来创建福特县，这是伊利诺伊州最后一个成立的县。
1819年，Treat、Beckwith和Whitcomb在这些盐泉附近建立了该地区的第一个定居点。1820年，来自俄亥俄州的詹姆斯·巴特勒 (James Butler) 也来到卡特林地区定居。几年之内，该定居点发展到涵盖了几个家庭，并被称为“巴特勒角”。该县的南部很快就布满了小型定居点。弗米利恩县的大多数定居者来自美国南部，他们因伊利诺伊州反对奴隶制的政策而离开。
该县与亚伯拉罕·林肯 (Abraham Lincoln)有着密切的联系，他于1841年至1859年间与沃德·希尔·拉蒙 (Ward Hill Lamon)一起在丹维尔从事法律工作。拉蒙后来担任林肯的保镖。1858 年，林肯竞选美国参议院席位时曾在丹维尔发表讲话。

## 地理
弗米利恩县位于伊利诺伊州东部边境；其北部边界位于芝加哥以南约95英里（153 公里）处。
伊利诺伊州弗米利恩县和印第安纳州弗米利恩縣是美国22个跨州界线同名县或教区中的两个县或教区。根据2010年人口普查，该县总面积为901.28平方英里（2,334.3平方公里），其中898.37平方英里（2,326.8平方公里或99.68%）为土地，2.91平方英里（7.5平方公里）或0.32%）是水域。

### 邻近县
- 易洛魁县—北部
- 印第安纳州本顿县—东北部
- 印第安纳州沃伦县—东部
- 印第安纳州弗米利恩县—东南部
- 埃德加县—南部
- 道格拉斯县—西南部
- 尚佩恩县—西部
- 福特县—西北部

### 城市
- 丹维尔（县治）
- 胡普斯頓
- 喬治城

### 州自然资源部轄下三个区域

弗米利恩县地图

- 基卡普州立遊樂區（英语：Kickapoo State Recreation Area）
- 哈利“宝贝”伍德亚德州立自然保护区（英语：Harry "Babe" Woodyard State Natural Area）
- 中叉州立鱼类和野生动物区（英语：Middle Fork State Fish and Wildlife Area）

## 人口统计
| 调查年              | 人口   | 备注 | %±    |
| ------------------- | ------ | ---- | ----- |
| 1830                | 5,836  |      | —     |
| 1840                | 9,303  |      | 59.4% |
| 1850                | 11,492 |      | 23.5% |
| 1860                | 19,800 |      | 72.3% |
| 1870                | 30,388 |      | 53.5% |
| 1880                | 41,588 |      | 36.9% |
| 1890                | 49,905 |      | 20.0% |
| 1900                | 65,635 |      | 31.5% |
| 1910                | 77,996 |      | 18.8% |
| 1920                | 86,162 |      | 10.5% |
| 1930                | 89,339 |      | 3.7%  |
| 1940                | 86,791 |      | −2.9% |
| 1950                | 87,079 |      | 0.3%  |
| 1960                | 96,176 |      | 10.4% |
| 1970                | 97,047 |      | 0.9%  |
| 1980                | 95,222 |      | −1.9% |
| 1990                | 88,257 |      | −7.3% |
| 2000                | 83,919 |      | −4.9% |
| 2010                | 81,625 |      | −2.7% |
| 2020                | 74,188 |      | −9.1% |
| US Decennial Census |        |      |       |

截至2010年美国人口普查，该县居住着81,625人、32,655户、21,392个家庭。人口密度为每平方英里90.9人（35.1/平方公里）。共有36,318套住房，平均密度为每平方英里40.4套（15.6套/平方公里）。
该县的种族构成为：82.5%是白人，13.0%是黑人或非裔美国人，0.7%是亚裔，0.2%是美洲印第安人，1.5%来自其他种族，2.2%来自两个或多个种族。西班牙裔或拉丁裔占总人口的4.2%。
就血统而言，21.2%的人自认为是美国人，18.9%是德国人，10.1%是爱尔兰人，9.1%是英国人。
该县家庭收入中位数为39,456美元，家庭收入中位数为49,429美元。男性的平均收入为40,107美元，而女性的平均收入为30,104美元。该县的人均收入为20,218美元。约14.6%的家庭和18.7%的人口处于贫困线以下，其中18岁以下人口占30.0%，65岁以上人口占9.1%。

## 已註冊的歷史地點
以下是已註冊為具有歷史性的地方：
1. Adams Building, 139-141 N. Vermilion St., Danville（于2000年註冊， Building #00001337）
2. Building at 210-212 West North Street（于2000年註冊，Building #00001334）
3. Collins Archaeological District, address restricted, Danville（于1979年註冊，Site #79000872）
4. Dale Building, 101-103 N. Vermilion St., Danville (于2000年註冊，Building #99001711）
5. Danville Branch, National Home for Disabled Volunteer Soldiers Historic District（于1992年註冊, District #91001973）
6. Danville Public Library（于1978年註冊，Building #78003064）
7. First National Bank Building（于2000年註冊，Building - #00001335)
8. Fischer Theater,158-164 N. Vermilion St., Danville（于2001年註冊，Building #01000978)
9. Fithian House, 116 N. Gilbert St., Danville (added in 1975, Building #75002060)
10. Holland Apartments, also known as Dodge Flats, 324–326 N. Vermilion St., Danville（于1988年註冊, Building #88002232）
11. Hoopes-Cunningham Mansion, 424 E. Penn St.,Hoopeston（于1985年註冊，Building #85002307）
12. Hoopeston Carnegie Public Library 110 N. Fourth St., Hoopeston（于2002年註冊，Building #02000458）
13. Temple Building 102-106 N. Vermilion St., Danville（于2002年註冊， Building - #00001457)注： 已于2002年3月14日被拆。[9][10]

以上的資料源自：National Register of Historic Places（页面存档备份，存于）

## 外部連結
- 官方網站（页面存档备份，存于）
- Vermilion County Fact Sheet, Illinois State Archives
- Vermilion County and Danville Public Portal（页面存档备份，存于）
- Vermilion County Museum（页面存档备份，存于）
- Vermilion County War Museum（页面存档备份，存于）
- Vermilion County Forest Preserves（页面存档备份，存于）